# El secretario
El secretario é uma telenovela colombiana transmitida pelo Caracol Televisión de 22 de agosto de 2011 a 30 de março de 2012.
Foi protagonizada por Juan Pablo Espinosa e Stephanie e antagonizada por Martin Karpan, Andrea López e Helga Díaz

## Elenco
- Juan Pablo Espinosa como Emilio Romero
- Stephanie Cayo como Antonia Fontalvo
- Martín Karpan como Felix Segura
- Andrea López como Paola Zorrilla
- Fabián Mendoza como Mario Segura
- Helga Díaz como Lorena Redín
- Valentina Lizcano como Olga Linares
- Fernando Solorzano como Franklin Sotomayor
- Alexandra Serrano como Yensi
- Margalida Castro como Gertrudis "Dudis" Buenahora
- Andrea Nieto como Milady Díaz
- Maria Margarita Giraldo como Delfina
- Sara Corrales como Lucila Castillo
- Freddy Ordóñez como Julián Aguirre
- Walther Luengas como Patricio Conde
- Hillary Vergara como Valentina Sotomayor Redín
- Alberto Barrero como Álvaro Humberto Patequiva
- Giorgio Difeo como Jacques
- Ricardo Vesga como Ernesto Castillo
- Eileen Moreno como Dora
- Luis Fernando Salas como Nelson Moreno
- Yaneth Waldman como Gina
- Julian Orrego como Agobardo Manosalva
- Rafael Uribe Ochoa como Sangre Azul
- Jean Philippe Conan como Pierre
- Carmenza González como Carmelita
- German 'Tuto' Patiño como Lucio
- Rafael Pedroza como Tote
- Humberto Arango como Ramiro Conde
- Ignacio Hijuelos como Jaime Acosta
- Margarita Amado como Maria Puentes
- Hernán Méndez como Don Omar
- Victor Cifuentes como Octavio Linares
- Jhork Morales como Sebastian
- Rosalba Pagotes como Flor
- Jorge Bautista como Rodolfo
- Nayra Castillo como Rosa
- Rebeca López como Apolonia
- Giovanny Galindo como Adrián
- Alfredo Cuéllar como Yamir
- Daniel Rocha como Pai Lucas
- Diego Ospina como Cusumbo
- Hugo Gómez como Alberto Ayala
- Hebert King como Caicedo
- Margarita Reyes como a esposa del ministro
- Beto

## Exibição
| País                   | Emissora               | Data de estréia      | Data de final       | Título        |
| ---------------------- | ---------------------- | -------------------- | ------------------- | ------------- |
| Colômbia               | Caracol Televisión     | 22 de agosto de 2011 | 30 de março de 2012 | El secretario |
| Guatemala              | Canal 3                |                      |                     | El secretario |
| República Dominicana   | Telesistema            |                      |                     | El secretario |
| Porto Rico             | Telemundo Porto Rico   |                      |                     | El secretario |
| Costa Rica             | Repretel Canal 6       |                      |                     | El secretario |
| Honduras               | Televicentro Honduras  |                      |                     | El secretario |
| Peru                   | ATV                    |                      |                     | El secretario |
| Panamá                 | TVN                    |                      |                     | El secretario |
| El Salvador            | TCS Canal 2            |                      |                     | El secretario |
| Venezuela              | Venevisión             |                      |                     | El secretario |
| Venezuela              | Venevisión Plus        |                      |                     | El secretario |
| Equador                | TC Televisión          |                      |                     | El secretario |
| Chile                  | La Red                 |                      |                     | El secretario |
| Bolívia                | Bolivisión             |                      |                     | El secretario |
| Bolívia                | Unitel                 |                      |                     | El secretario |
| Emirados Árabes Unidos | Fox (Médio Oriente)    |                      |                     |               |
| Espanha                | Canal Sur              |                      |                     | El secretario |
| Rússia                 | РазТВ                  |                      |                     |               |
| Estados Unidos         | Telemundo              |                      |                     | El secretario |
| Paraguai               | SNT                    |                      |                     | El secretario |
| Nicarágua              | TV Red Canal 11        |                      |                     | El secretario |
| Malásia                | Astro Bella            |                      |                     | El secretario |
| Singapura              | Astro Mustika          |                      |                     | El secretario |
| Brunei                 | Astro Mustika          |                      |                     | El secretario |
| Quênia                 | Zuku Áfrika            |                      |                     | The Secretary |
| Tanzânia               | Zuku Áfrika            |                      |                     | The Secretary |
| Uganda                 | Zuku Áfrika            |                      |                     | The Secretary |
| Zâmbia                 | Zuku Áfrika            |                      |                     | The Secretary |
| Roménia                | Look TV                |                      |                     |               |
| Moldova                | Moldova 1              |                      |                     |               |
| Gana                   | Multi TV               |                      |                     | The Secretary |
| Nigéria                | Joy TV                 |                      |                     | The Secretary |
| Canadá                 | Nuevo Mundo Television |                      |                     | El secretario |
| Estados Unidos         | Pasiones               |                      |                     | El secretario |
| Argentina              | Pasiones               |                      |                     | El secretario |
| Colômbia               | Pasiones               |                      |                     | El secretario |
| México                 | Pasiones               |                      |                     | El secretario |
| Chile                  | Pasiones               |                      |                     | El secretario |
| Peru                   | Pasiones               |                      |                     | El secretario |
| Equador                | Pasiones               |                      |                     | El secretario |
| Paraguai               | Pasiones               |                      |                     | El secretario |
| Uruguai                | Pasiones               |                      |                     | El secretario |
| Guatemala              | Pasiones               |                      |                     | El secretario |
| El Salvador            | Pasiones               |                      |                     | El secretario |
| Honduras               | Pasiones               |                      |                     | El secretario |
| Nicarágua              | Pasiones               |                      |                     | El secretario |
| Costa Rica             | Pasiones               |                      |                     | El secretario |
| Panamá                 | Pasiones               |                      |                     | El secretario |
| Bolívia                | Pasiones               |                      |                     | El secretario |
| Venezuela              | Pasiones               |                      |                     | El secretario |
| Porto Rico             | Pasiones               |                      |                     | El secretario |
| República Dominicana   | Pasiones               |                      |                     | El secretario |

## Premios e Indicações

### Prêmios India Catalina
| Ano  | Categoria                                        | Nomeado                                      | Resultado |
| ---- | ------------------------------------------------ | -------------------------------------------- | --------- |
| 2012 | Melhor telenovela                                | El Secretario                                | Nomeado   |
| 2012 | Melhor atriz protagonista de telenovela          | Stephanie Cayo                               | Ganhadora |
| 2012 | Melhor ator protagonista de telenovela           | Juan Pablo Espinosa                          | Ganhador  |
| 2012 | Melhor atriz antagonista de telenovela ou serie  | Andrea López                                 | Nomeada   |
| 2012 | Melhor ator antagonista de telenovela ou serie   | Martín Karpan                                | Nomeado   |
| 2012 | Melhor atriz de reparto                          | Margalida Castro                             | Ganhadora |
| 2012 | Melhor atriz de reparto                          | Valentina Lizcano                            | Nomeada   |
| 2012 | Melhor ator de reparto                           | Fabián Mendoza                               | Ganhador  |
| 2012 | Melhor historia e livreto original de telenovela | El Secretario                                | Nomeado   |
| 2012 | Melhor diretor de telenovela                     | Juan Camilo Pinzón, Unai Amuchastegui        | Nomeado   |
| 2012 | Melhor trilha sonora de telenovela               | Solo tú, de Jimmy Pulido López e Fabo Romero | Nomeado   |
| 2012 | Melhor edição de telenovela                      | El Secretario                                | Nomeado   |
| 2012 | Melhor arte de novela                            | El Secretario                                | Nomeado   |

### Prêmio TVyNovelas
| Ano  | Categoria                            | Nomeado                                                | Resultado |
| ---- | ------------------------------------ | ------------------------------------------------------ | --------- |
| 2012 | Melhor telenovela                    | El Secretario                                          | Ganhador  |
| 2012 | Melhor atriz protagonista            | Stephanie Cayo                                         | Ganhadora |
| 2012 | Melhor ator protagonista             | Juan Pablo Espinosa                                    | Ganhador  |
| 2012 | Melhor atriz antagonista             | Andrea López                                           | Nomeada   |
| 2012 | Melhor atriz antagonista             | Alexandra Serrano                                      | Nomeada   |
| 2012 | Melhor ator antagonista              | Fabián Mendoza                                         | Ganhador  |
| 2012 | Melhor ator antagonista              | Martín Karpan                                          | Nomeado   |
| 2012 | Melhor ator de reparto               | Fernando Solórzano                                     | Nomeado   |
| 2012 | Melhor ator de reparto               | Freddy Ordoñez                                         | Ganhador  |
| 2012 | Melhor atriz de reparto              | Margalida Castro                                       | Ganhadora |
| 2012 | Melhor atriz de reparto              | Valentina Lizcano                                      | Nomeada   |
| 2012 | Melhor tema musical                  | «Sólo tú» de Jimmy Pulido López y Fabo Romero          | Ganhador  |
| 2012 | Mejor diretor de telenovela ou serie | Juan Camilo Pinzón, Unai Amuchástegui, Víctor Cantillo | Ganhador  |
| 2012 | Melhor livretista de telenovela      | Jörg Hiller, Claudia Sánchez, Catalina Coy             | Ganhador  |

### Premios Clic Caracol
| Año  | Categoría                  | Nominado                                                      | Resultado |
| ---- | -------------------------- | ------------------------------------------------------------- | --------- |
| 2012 | Mejor Producción           | El Secretario                                                 | Ganadora  |
| 2012 | Mejor Actriz               | Margalida Castro                                              | Nominada  |
| 2012 | Mejor Actriz               | Stephanie Cayo                                                | Ganadora  |
| 2012 | Mejor Actor                | Juan Pablo Espinosa                                           | Ganador   |
| 2012 | Mejor Actor                | Fernando Solórzano                                            | Nominado  |
| 2012 | Mejor Villano              | Martín Karpan                                                 | Ganador   |
| 2012 | Melhor Paquera             | Mario paquera Lucila                                          | Ganhador  |
| 2012 | Melhor Paquera             | Olguita cuando quiere conquistar a Emilio                     | Nominado  |
| 2012 | Melhor cena de Ação        | A captura dos tipos que enganaram a Emilio                    | Nomeado   |
| 2012 | Melhor Escena de Embarrada | Emilio la embarra con Antonia en el ascensor cuando la conoce | Nomeado   |
| 2012 | Melhor Escena de Embarrada | Emilio pilla a Antonia en el vestier                          | Nomeado   |
| 2012 | Melhor Escena de Embarrada | Olguita se pega com o látigo                                  | Ganhadora |
| 2012 | Mejor Carcajada            | Mario cuando se le encrespa el pelo en Cartagena              | Nominado  |
| 2012 | Mejor Carcajada            | Emilio quando ensina Félix a dançar                           | Ganhador  |
| 2012 | Melhor Beijo ou Abraõ      | Emilio e Antonia em sua despedida de solteira                 | Ganhador  |